# Prostitución en Nepal

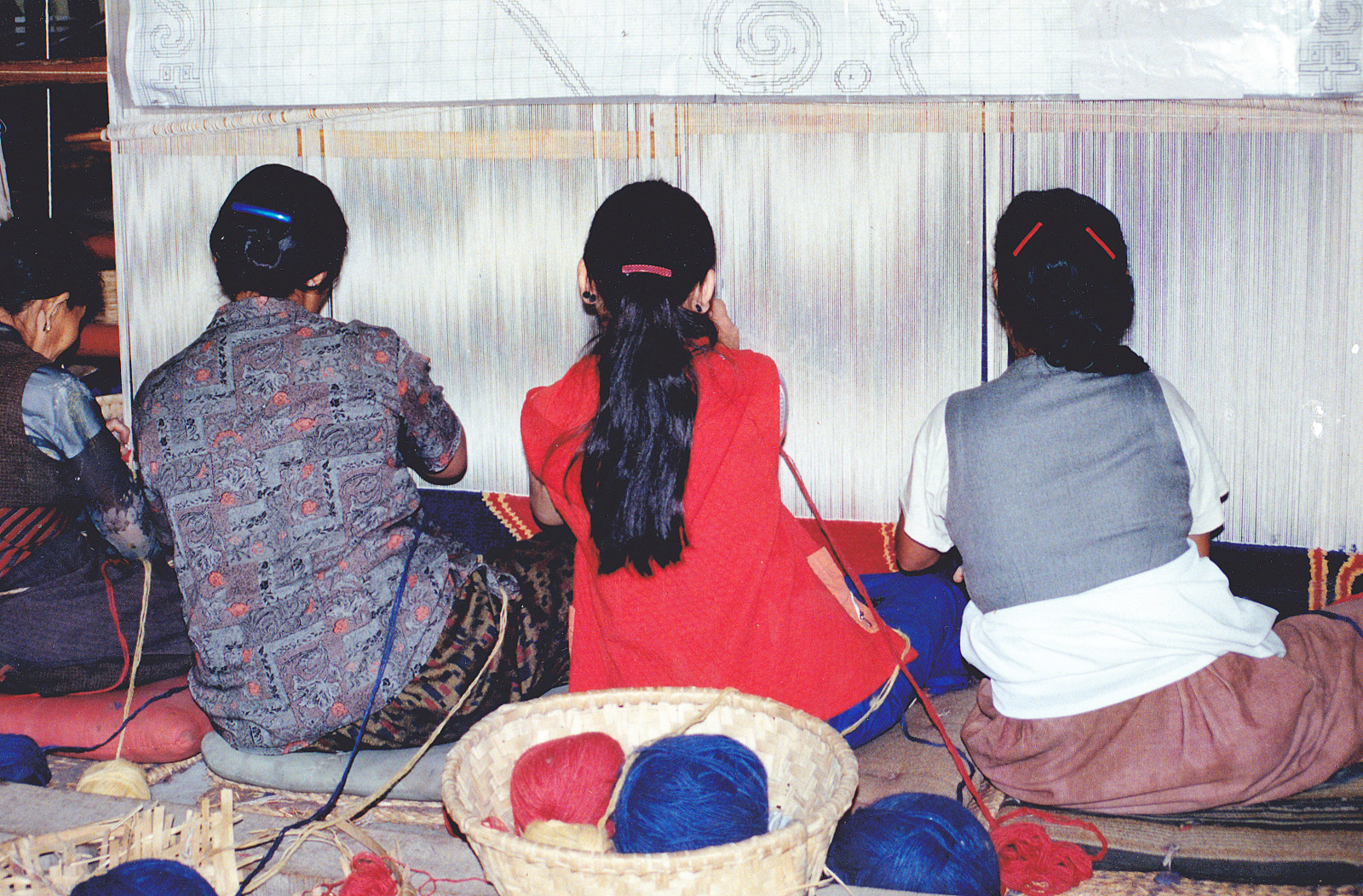
Pese a ser ilegal, y aun con leyes contra su actividad, la prostitución es sustento económico para muchas mujeres en Nepal.

La prostitución en Nepal es ilegal. El programa ONUSIDA calcula que hay más de 65 000 prostitutas en este país.

## Políticas gubernamentales
Aunque en Nepal no hay leyes que penalicen específicamente el trabajo sexual, sí hay algunas promulgadas a lo largo de la década de 1980 que penalizan la trata dentro y fuera de Nepal y que se utilizan con fines de trabajo sexual. Muchas de estas se interpretan a veces para acusar también a las trabajadoras sexuales, lo que proviene de la falta de conocimiento en la distinción entre la escena de la trata sexual y el trabajo sexual. El trabajo sexual es un término utilizado para referirse a todos los aspectos de las industrias del sexo legales e ilegales en todo el mundo.
Existen varias formas de trabajo sexual, incluidas las formas físicas y verbales. Esta distinción no se comprende realmente; por ello, muchas de las políticas y leyes promulgadas en Nepal contra la trata, según muchos, no deberían aplicarse al trabajo sexual. Las autoridades y las leyes que intentan acabar con la verdadera esclavitud -la trata- se aplican erróneamente a los profesionales del sexo, los clientes y otras personas implicadas en la industria del sexo.
En 1986, se aprobó en Nepal la Ley de Trata de Seres Humanos (Control), cuyo objetivo era poner fin a la trata de personas en forma de prostitución. Sin embargo, esta ley, como otras tantas, resultó ineficaz, debido principalmente a que la ley estaba "dirigida en gran medida a criminalizar la prostitución en lugar de frenar las actividades de trata de personas".
En 2008, la Ley de Control de la Trata y el Transporte de Seres Humanos tipificó como delito la prostitución y el hecho de vivir de las ganancias de la prostitución, incluyéndolo en la definición de trata de seres humanos.

## Razones para entrar en la industria del sexo

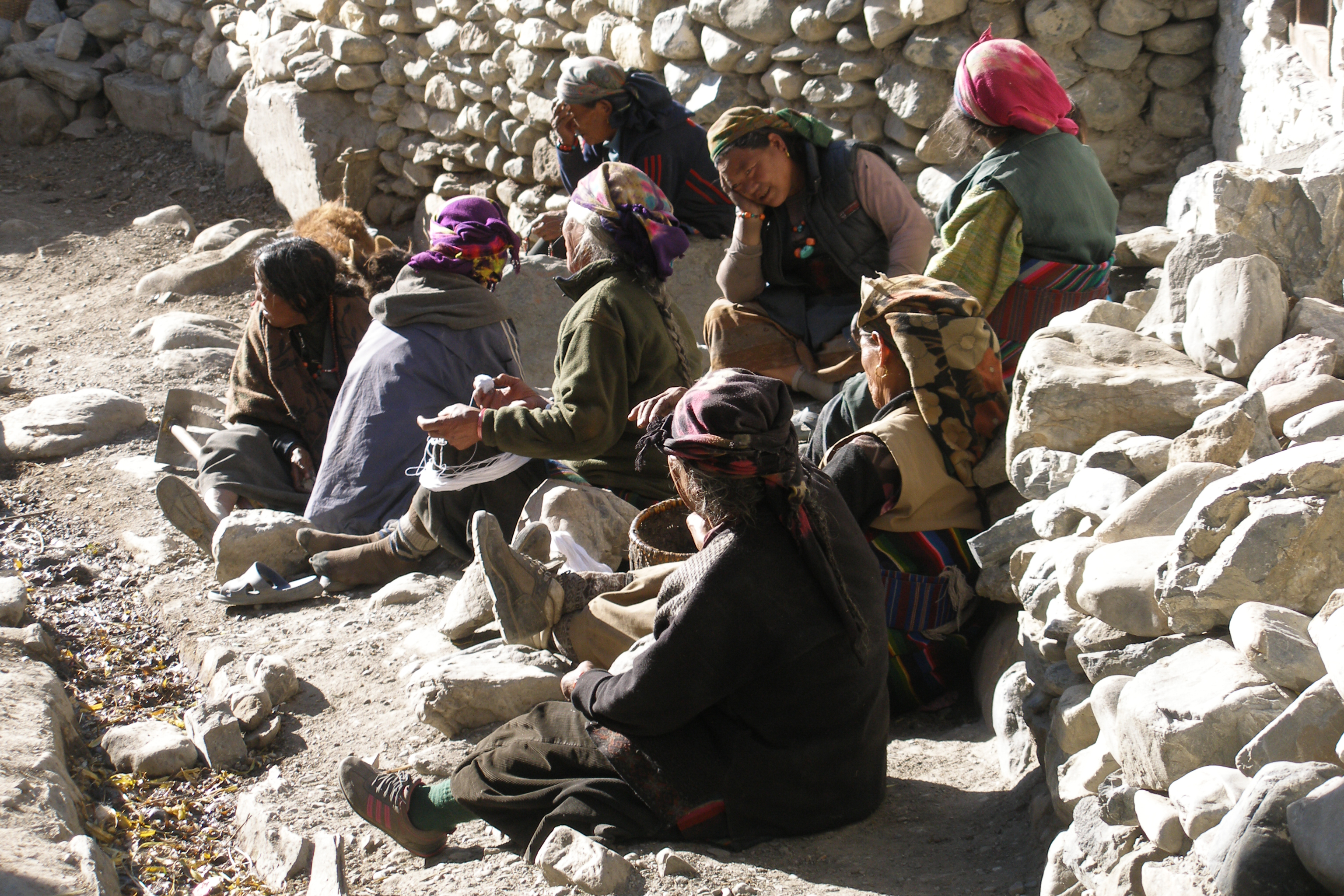
Nepal sigue siendo hoy una de las regiones más castigadas por la pobreza, y el trabajo sexual voluntario para tratar de subsistir es frecuente.

Para muchos, entrar en la industria del sexo es la única forma de sobrevivir económicamente en Nepal. Sin embargo, el trabajo sexual no está reconocido oficialmente entre los sectores laborales industriales o de servicios. En Nepal hay muchos casos de tráfico sexual, pero el trabajo sexual voluntario es más común de lo que muchos creen.
Entre las naciones pobres en desarrollo de todo el sudeste asiático, Nepal sigue siendo hoy una de las más castigadas por la pobreza. Los estudios demuestran que cerca del 38 % de la población nepalí vive con menos de 1 dólar al día, y el 82 % con menos de 2. Debido a este elevado índice de pobreza, los nepalíes pobres de las zonas rurales suelen tener familias numerosas, carecen de tierras o tienen propiedades muy pequeñas, presentan altos índices de analfabetismo y se concentran en grupos étnicos, de castas y minorías específicos.
Estos problemas de pobreza son parte de los motivos por los que muchas personas, incluidos hombres y mujeres cisgénero y transgénero, se dedican a la industria del sexo en Nepal. Debido a sus familias numerosas, estos profesionales del sexo necesitan encontrar una forma de ayudar dentro del hogar. Más concretamente, no hay muchas oportunidades para que las trabajadoras del sexo, y las mujeres en general, salgan del entorno doméstico y de las obligaciones que las han sumido en la pobreza, por lo que la única opción que les queda es dedicarse al trabajo sexual.
Nepal, como muchos otros países del sudeste asiático, cuenta con una cantidad limitada de recursos para las mujeres. Recientemente, el gobierno nepalí ha reconocido más derechos a las mujeres en cuanto a participación familiar, integridad física, derechos de propiedad y libertades civiles en general. Sin embargo, esto no cambia el hecho de que las mujeres siguen estando muy poco representadas en la sociedad nepalesa y no tienen los mismos derechos que los hombres.
Las mujeres constituyen la mayoría de estas trabajadoras del sexo, porque rara vez tienen otras oportunidades. Estas mujeres pueden sentirse empoderadas por el trabajo que realizan, en el sentido de que pueden mantener mejor a sus familias y ser vistas por algo distinto de lo que la sociedad trata a las mujeres. En algunos casos, las familias obligan a las niñas que se dedican a la industria del sexo a emigrar a fábricas de alfombras fuera de Nepal o a ciudades más céntricas para mantenerlas mejor. Al cabo de un tiempo, son secuestradas o forzadas a participar en el tráfico. El problema de la pobreza ha llevado a muchas familias de Nepal a la desesperación, hasta el punto de poner a sus hijas en la calle para ganar dinero con el que ayudar en casa.
La trata de seres humanos en Nepal -más concretamente, la trata con fines sexuales- es un precursor habitual del trabajo sexual voluntario. Tras escapar del mundo del tráfico sexual, las mujeres vuelven al trabajo sexual cuando regresan a Nepal, pues es lo único que conocen.

## Consecuencias del trabajo sexual
El trabajo sexual en Nepal puede ser un alivio a corto plazo para la pobreza y las luchas a las que se enfrentan a diario estos cientos de mujeres. Los efectos a largo plazo aportan una nueva perspectiva al trabajo sexual, y son una gran parte del argumento contra el trabajo sexual.

### Consecuencias a corto plazo
Muchas personas se dedican al trabajo sexual con la esperanza de encontrar una oportunidad mejor para sus familias y para ellas mismas. Esto es especialmente cierto en Nepal, que está clasificado como uno de los países con los indicadores de desarrollo humano más bajos del mundo, ocupando el puesto 143 en el Índice de Desarrollo Humano de Naciones Unidas, con un IDH del 0,602 en 2021.
Como las trabajadoras del sexo suelen pertenecer a las castas inferiores del sistema de castas de Nepal (una encuesta realizada por ONU Nepal reveló que la mayoría de las trabajadoras del sexo eran tamangs y dalits), India y otros países del sudeste asiático, sienten que el trabajo sexual es la única oportunidad que tienen realmente de mejorar su vida y la de sus familias. El sistema de castas nepalí hace muy difícil que las personas de cualquier clase puedan ascender a una clase superior. 
Ha habido contados casos en los que miembros de una clase específica han ascendido, e incluso en estos casos, los miembros sólo ascienden dentro de su propia casta. Debido a esta trampa social, el trabajo sexual se considera una forma de escapar de la organización social. El trabajo sexual puede permitir a los miembros de las castas inferiores mantener a su familia de una forma diferente. A corto plazo, dedicarse a la industria del sexo parecería una solución lógica, ya que el dinero que ganan muchos de estos trabajadores sexuales puede destinarse a la mejora de sus familias.

### Consecuencias a largo plazo
Las trabajadoras del sexo están expuestas a una serie de riesgos graves, entre ellos: enfermedades de transmisión sexual, disminución de la seguridad y pérdida de derechos humanos.

#### Enfermedades de transmisión sexual
Nepal se enfrenta a un aumento de la prevalencia del VIH entre las poblaciones de mayor riesgo (MARP), como profesionales del sexo, consumidores de drogas inyectables (UDI), hombres que tienen relaciones sexuales con hombres (HSH) e inmigrantes. Desde 1988, cuando se notificó el primer caso de VIH/SIDA en Nepal, se han notificado oficialmente más de 1 750 casos de SIDA y más de 11 000 casos de infección por VIH. Dado que Nepal cuenta con un sistema de vigilancia de la salud pública limitado, se dice que el número real de infecciones en todo el país es mayor. ONUSIDA calculó que aproximadamente 30 000 personas vivían con el VIH en 2018. La prevalencia del VIH entre los trabajadores sexuales se estimó en un 4,2 %, en comparación con el 0,1 % de la población general.

#### Seguridad comprometida
La entrada de las mujeres en el trabajo sexual puede dar a veces un giro inesperado.
Aunque algunas mujeres entran voluntariamente en la industria del sexo, pueden acabar siendo introducidas en la escena más amplia del tráfico sexual con destino a la India y las zonas circundantes. El tráfico de mujeres y niñas a la India es un grave problema que ha sido noticia internacional.
Se calcula que cada año unas 7 000 niñas nepalíes son trasladadas a India, donde las obligan a prostituirse. Las mujeres y niñas nepalíes, especialmente las vírgenes, son las preferidas en India por su piel clara y su aspecto joven. Desde la política de fronteras abiertas entre China y Nepal, un gran número de mujeres nepalesas han sido vendidas en los últimos años a la prostitución o como novias a hombres chinos.
Además de ser secuestradas para la trata, las trabajadoras del sexo corren el riesgo de sufrir abusos sexuales contra su voluntad. Cuando suceden cosas así, es difícil que estas trabajadoras del sexo obtengan protección, porque se las considera delincuentes. Ésta es una de las razones por las que muchos luchan por legalizar el trabajo sexual voluntario. Muchos argumentan que estas personas merecen protección contra cualquier daño, al igual que los que son llevados a la escena de la trata.

#### Pérdida de derechos humanos
Cuando se lleva una vida en la industria del sexo, muchos afirman que el riesgo de perder los derechos humanos es habitual. Muchas veces, especialmente en Nepal, la industria del sexo está dirigida por el crimen organizado. La industria del sexo aporta entre el 2 % y el 14 % del producto interior bruto en países como Nepal. Debido a ello, existe un gran incentivo para la corrupción en lo que respecta a los funcionarios y la policía. Esto coloca a las trabajadoras del sexo en una posición vulnerable porque la institución encargada de protegerlas ignora sus problemas o participa en los abusos".
Si las trabajadoras del sexo desafiaran la autoridad de estos funcionarios -incluso exigiendo el control sobre sus propios cuerpos- corren el riesgo de ser castigadas dentro de la comunidad e incluso ante la ley. Esta es otra cuestión controvertida, ya que los proveedores son siempre los castigados, mientras que el sector de la demanda de esta industria parece salir impune de sus acciones igualmente incriminatorias.

## Tráfico sexual
Nepal es un país de origen, tránsito y destino de mujeres y niños víctimas del tráfico sexual. Las mujeres y niñas nepalíes son objeto de tráfico sexual en Nepal, India, Oriente Medio, Asia y África subsahariana. Los migrantes no registrados, incluido el gran número de nepalíes que viajan a través de la India o recurren a agentes de contratación no registrados, son especialmente vulnerables al tráfico sexual. 
Algunos migrantes de Bangladesh, Sri Lanka y posiblemente otros países transitan por Nepal en ruta hacia un empleo en Oriente Medio, utilizando documentos de viaje nepaleses potencialmente falsificados, y pueden ser objeto de trata de seres humanos. Al parecer, algunos funcionarios del gobierno aceptan sobornos para incluir información falsa en los documentos de identidad nepalíes o proporcionar documentos fraudulentos a los posibles migrantes laborales, una táctica utilizada por reclutadores sin escrúpulos para eludir la normativa de contratación. 
Muchos nepalíes, incluidos niños, cuyo hogar o medio de vida quedó destruido por los terremotos de 2015 siguen siendo vulnerables a la trata de personas. Los traficantes utilizan cada vez más las redes sociales y las tecnologías móviles para atraer y engañar a sus víctimas.
La Oficina de Vigilancia y Lucha contra la Trata de Personas del Departamento de Estado de los Estados Unidos clasificó a Nepal como país de "nivel 2".